# Happythankyoumoreplease
Pour plus de détails, voir Fiche technique et Distribution.
Happythankyoumoreplease est un film américain réalisé par Josh Radnor, en 2010.

## Synopsis
Le film suit les pérégrinations de New-Yorkais qui cherchent un but dans leurs vies respectives et les relations entre les personnages. L'histoire suit Sam (Josh Radnor), un écrivain qui cherche à être publié, lorsqu'il rencontre un jeune enfant en famille d'accueil, Rasheen (Michael Algieri), abandonné dans le métro. Le film s'attarde également sur la meilleure amie de Sam, Annie (Malin Åkerman), souffrant d'alopécie et cherchant une raison d'être aimée, ainsi que sa cousine Mary Catherine (Zoe Kazan), qui avec son petit ami Charlie (Pablo Schreiber) se trouve confrontés au choix de quitter New-York. Enfin, Mississippi (Kate Mara), une serveuse voulant devenir chanteuse, dont Sam va tomber fou amoureux.

## Fiche technique
- Titre : Happythankyoumoreplease
- Réalisation :  Josh Radnor
- Scénario : Josh Radnor
- Musique : Jaymay
- Photographie : Seamus Tierney
- Montage : Michael R. Miller
- Production : Jesse Hara, Benji Kohn, Chris Papavasiliou et Austin Stark
- Société de production : Paper Street Films, Tom Sawyer Entertainment, Back Lot Pictures et Haven Entertainment
- Société de distribution : Anchor Bay Films (États-Unis)
- Pays :  États-Unis
- Genre : Comédie dramatique et romance
- Durée : 100 minutes
- Dates de sortie : 
  -  États-Unis : 20 janvier 2010 (festival du film de Sundance), 4 mars 2011

## Distribution
- Josh Radnor : Sam Wexler
- Malin Åkerman : Annie
- Kate Mara : Mississippi
- Pablo Schreiber : Charlie
- Zoe Kazan : Mary Catherine
- Michael Algieri : Rasheen
- Tony Hale : Sam #2
- Jakob Appelman : School Boy
- Bram Barouh : Spencer
- Dana Barron :  The Gynecologist
- Sunah Bilsted : Receptionist
- Jimmy Gary Jr. : Officer Jones
- Richard Jenkins : Paul Gertmanian
- Marna Kohn : Melissa
- Peter Scanavino : Ira